# Frégate aigle-de-mer
Fregata aquila
Espèce
Statut de conservation UICN

 VU D2 : Vulnérable
La Frégate aigle-de-mer (Fregata aquila) est une espèce d'oiseaux de la famille des Fregatidae qui ne se trouve que sur l'îlot Boatswainbird Islet, à 250 m de la côte nord-ouest de l'île de l'Ascension dans l'océan Atlantique. Sa population, qui vivait également sur l'île de l'Ascension, a fortement décru depuis la fin du XIXe siècle et est estimée entre 5 000 et 12 000 adultes.
Cet animal peut voler à 153 km/h, le faisant l'un des animaux les plus rapides au monde (source : https://www.gurumed.org/2017/07/18/la-science-peut-maintenant-dterminer-la-vitesse-de-nimporte-quel-animal-mme-disparu/ )